# Limonia subpacata
Limonia subpacata är en tvåvingeart som beskrevs av Alexander 1931. Limonia subpacata ingår i släktet Limonia och familjen småharkrankar. Inga underarter finns listade i Catalogue of Life.